# Răzvan-Ilie Rotaru
Răzvan-Ilie Rotaru (n. 28 octombrie 1977

) este un deputat român, ales în 2016. 